# Горох Олександр Вікторович
Олекса́ндр Ві́кторович Горо́х — старший сержант Збройних сил України, учасник російсько-української війни.

## Біографія
Брав участь у миротворчій місії ООН у Косово. Військовик механізованої роти 51-ї окремої механізованої бригади.
На початку липня зазнав важкого поранення у праву ногу в боях на підступах до Луганська — біля міста Олександрівськ. Пізно уночі розвідувальна група зі складу механізованої бригади в лісосмузі потрапила у засідку, в затятому бою були вбиті і поранені українські військові, по допомогу постраждалим вирушили на двох БМП-2 солдати під командуванням сержанта Гороха. Напад вдалося відбити, і, хоча він сам був поранений, далі вів вогонь і керував підлеглими, від'їхавши на безпечну відстань, знепритомнів. Було врятовано життя восьми військовиків.
19 липня 2014 року — за особисту мужність і героїзм, виявлені у захисті державного суверенітету та територіальної цілісності України, вірність військовій присязі під час російсько-української війни, відзначений — нагороджений орденом «За мужність» III ступеня.
Звістку про своє нагородження зустрів на лікарняному ліжку у харківському Військово-медичному клінічному центрі Північного регіону. З дружиною Ольгою виховують сина. Вважає, що життя йому врятував малюнок сина Сашка, який він завжди носив у шоломі.